# 서울서일초등학교
서울서일초등학교(서울瑞一初等學校)는 대한민국 서울특별시 서초구에 있는 공립 초등학교이다.

## 연혁
- 1986년 9월 1일 서울우면국민학교 개교
- 1997년 9월 26일서울서일초등학교로 교명 개칭

## 참고 자료
- 서울서일초등학교 - 한국교육학술정보원 학교알리미